# Dolichopus versutus
Dolichopus versutus är en tvåvingeart som beskrevs av Van Duzee 1921. Dolichopus versutus ingår i släktet Dolichopus och familjen styltflugor. Inga underarter finns listade i Catalogue of Life.